# Blue Tattoo (Lied)
Blue Tattoo (dt. Blaue Tätowierung) ist ein Lied der estnischen Pop-Rock-Girlgroup Vanilla Ninja aus dem Jahr 2004. Es handelt sich hierbei um die erste Auskopplung aus dem gleichnamigen dritten Album Blue Tattoo aus David Brandes’ eigenem Independent-Label BROS Music.

## Produktion
Produziert wurde Blue Tattoo von David Brandes und Jane Tempest. Der Text stammt aus der Feder von Bernd Meinunger, der auch unter dem Pseudonym „John O’Flynn“ bekannt ist. Die Aufnahmen fanden in Brandesʼ Tonstudio in Weil am Rhein statt, dabei übernahm Lenna Kuurmaa den Leadgesang. 

## Veröffentlichung
Erstmals war der Song auf der Limited Edition des vorherigen Albums Traces of Sadness als Unplugged-Version zu hören. Blue Tattoo wurde als sechste Single der Band am 15. November 2004 in Deutschland, Estland, Österreich und in der Schweiz veröffentlicht.

## Single
Die Maxi-Single des Liedes enthält neben drei Versionen des Titels auch das von Sascha Kramer und Brandes in Island gedrehte Musikvideo. Die Extended Version des Stückes ist mit einer Länge von neun Minuten und 20 Sekunden das längste Lied der Band. Neben der Single und dem Album enthält auch die Limited-Edition des Albums und das Best-Of-Album sowie die Single Collection den Song. Auf dem Cover der Single stehen Katrin Siska, Lenna Kuurmaa, Piret Järvis und Triinu Kivilaan von links nach rechts vor einer blauen Eislandschaft. Die Single ist gemäß ihrem Titel komplett in Blautönen gehalten. Um das Lied zu bewerben, traten Vanilla Ninja am 27. November 2004 bei Top of the Pops auf.
Die CD musste im Mai 2005 für drei Monate aus der Chartwertung genommen werden, da Brandes tausende seiner eigenen CDs selbst kaufen ließ.

## Kauge Kuu
Blue Tattoo erschien auch in einer estnischen Version namens Kauge Kuu. Dieses Lied ist allerdings nicht auf einer CD, sondern nur in verschiedenen Internetportalen zu hören. Die Melodie hierbei ist dieselbe, nur der Text wurde umgeschrieben. Es ist keine reine Übersetzung ins Englische, sondern ein komplett neu verfasster Songtext. 

## Chartplatzierungen
Blue Tattoo konnte sich insgesamt 20 Wochen in den österreichischen Charts halten und ist somit nach When the Indians Cry die Single mit dem zweitgrößten Charterfolg der Band.
| ChartsChartplatzierungen | Höchstplatzierung | Wochen |
| ------------------------ | ----------------- | ------ |
| Deutschland (GfK)        | 9 (15 Wo.)        | 15     |
| Österreich (Ö3)          | 12 (20 Wo.)       | 20     |
| Schweiz (IFPI)           | 22 (15 Wo.)       | 15     |